# Ulrich Jetter
Ulrich Jetter (* 1914 in Freudenstadt; † nach 1980) war ein deutscher Physiker.

## Werdegang
Jetter studierte Physik an der TH Stuttgart und am California Institute of Technology (Caltech), wo er 1938 den Master of Science erwarb. Es folgten der Diplom-Ingenieur-Titel im Jahr 1939 und die Promotion zum Dr.-Ing. mit Auszeichnung im Jahr 1941. Während seines Studiums arbeitete er in der Kraftfahrzeugindustrie. Bis 1945 war er für das Kaiser-Wilhelm-Institut (KWI) für Metallforschung, den Militär- und den Wetterdienst in der Funkgeräteentwicklung tätig.
Nach dem Zweiten Weltkrieg wurde er Chefredakteur der Physikalischen Blätter (von 1945 bis 1951) sowie Lektor an der TU Stuttgart. Im Jahr 1951 besuchte er als „Cultural Exchange Fellow“ Washington und Ann Arbor. Jetter bildete sich zum Berater weiter und wurde stellvertretender wissenschaftlicher Leiter am Institut für Demoskopie Allensbach (IfD), dort die Abteilung Physik und Sozialwissenschaften, wo er Projekte zur empirischen Sozialforschung begleitete.
Weitere Stationen seiner Laufbahn waren: 1957 Reorganisation der Markt- und Methodenforschung bei einer internationalen Gesellschaft. 1959 war er Mitbegründer der MARPLAN, Forschungsgesellschaft für Markt und Verbrauch. 1961 wurde er in den Vorstand der ESOMAR, des europäischen Verbandes der Markt- und Meinungsforscher, gewählt. Seit 1963 arbeitete er freiberuflich als beratender Ingenieur und Marktforscher.

## Schriften (Auswahl)
- U. Jetter: Was wurde über die Atombombe mitgeteilt? In: Physikalische Blätter. Band 2, Nr. 1, Januar 1946, S. 6–8, doi:10.1002/phbl.19460020103.
- Ulrich Jetter: Technik im Umweltschutz: Aufgaben, Verfahren, Probleme (= Girardet-Taschenbücher. Band 23). Girardet, Essen 1977, ISBN 978-3-7736-0153-7.
- Claus Holscher, Ulrich Jetter: Public Affairs: PR fürs Gemeinwohl (= Spiegel-Verlagsreihe. Band 5). Spiegel Verlag, Hamburg 1980.